# Brauereiteiche Vieselbach
Die Brauereiteiche Vieselbach sind Teiche im Erfurter Ortsteil Vieselbach. Sie wurden mit dem Bau der 1867 gegründeten Brauerei Deinhardt in Vieselbach angelegt und wurden als Wasserspeicher und für die Produktion von Eisblöcken genutzt, bis die Brauerei 1945 geschlossen wurde. Danach dienten sie als Löschwasser- und Angelteiche und wurden außerdem zeitweise als Außenanlage für das Freibad Vieselbach genutzt. Der größere der beiden Teiche ist mit eingesetzten Fischen bestückt, im kleineren haben sich Fauna und Flora ohne menschliches Eingreifen entwickelt.
Unterhalb der Brauhausteiche sollte im frühen 20. Jahrhundert ein Freibad angelegt werden. Im April 1914 wurde deshalb der Vieselbach, der im Bereich des geplanten Bades bis zu diesem Zeitpunkt noch frei geflossen war, kanalisiert. Im Juli desselben Jahres wurde die Badeanstalt, die auch ein Brausen- und Wannenbad umfasste, eröffnet. Das Bad wurde bis zum Jahr 2000 genutzt. In der letzten Saison hatte sich die Qualität des aus dem Brauhausbrunnen eingeleiteten Wassers allerdings so verschlechtert, dass das Freibad mit Wasser aus dem Trinkwassernetz betrieben werden musste. Danach wurde die sanierungsbedürftige Anlage geschlossen. Die Nebengebäude wurden abgerissen, das Becken sich selbst überlassen. 
Im Jahr 2020 war die Entkernung des Geländes und die Freilegung des einst kanalisierten Baches beschlossene Sache. Das Gelände des ehemaligen Freibades, die ehemaligen Brauereiteiche und die Umgebung sollten zu einer Naherholungszone umgestaltet werden. Dabei war eine Bootsanlegestelle in einem der beiden Teiche und eine Schwimminsel für Enten geplant. Die Ruinen der 1904 erbauten einstigen Brauerei samt Besitzervilla, zu diesem Zeitpunkt im Besitz einer Erbengemeinschaft, sollten ebenfalls wieder einer sinnvollen Nutzung zugeführt werden. Das Projekt nannte sich „Bürgerpark Brauereiteiche“. 2024 konnte in Vieselbach „Ostern an den Teichen“ gefeiert werden.